# GOAT
Pour les articles homonymes, voir Goat.
Albums de LL Cool J
Phenomenon
(1997) 10
(2002)
Singles
1. Imagine That
Sortie : 27 juin 2000
2. You and Me
Sortie : 17 octobre 2000

GOAT ou GOAT (Greatest of All Time) est le huitième album studio de LL Cool J, sorti le 12 septembre 2000.
L'album s'est classé 1er au Top R&B/Hip-Hop Albums et au Billboard 200 et a été certifié disque d'or par la Recording Industry Association of America (RIAA) le 25 juin 2001.

## Liste des titres
| No  | Titre                                                              | Contient un (des) sample(s) de                                      | Durée |
| --- | ------------------------------------------------------------------ | ------------------------------------------------------------------- | ----- |
| 1.  | Intro                                                              | Gone, Promises of Yesterday des Mad Lads                            | 1:04  |
| 2.  | Imagine That (featuring LeShaun)                                   |                                                                     | 4:00  |
| 3.  | Back Where I Belong (featuring Ja Rule)                            |                                                                     | 4:06  |
| 4.  | LL Cool J (featuring Kandice Love)                                 | I Put a Spell on You de Screamin' Jay Hawkins                       | 4:23  |
| 5.  | Take It Off                                                        | I Wanna Stay du Love Unlimited Orchestra                            | 3:34  |
| 6.  | Skit                                                               |                                                                     | 0:45  |
| 7.  | Fuhgidabowdit (featuring DMX, Redman et Method Man)                |                                                                     | 4:33  |
| 8.  | Farmers (featuring Tikki Diamondz)                                 |                                                                     | 3:39  |
| 9.  | This Is Us (featuring Carl Thomas)                                 |                                                                     | 5:56  |
| 10. | Can't Think                                                        |                                                                     | 4:53  |
| 11. | Hello (featuring Amil)                                             | Telephone de Diana Ross                                             | 3:52  |
| 12. | You And Me (featuring Kelly Price)                                 | You'll Never Know de Hi-Gloss                                       | 5:30  |
| 13. | Homicide                                                           | Harposaurus de Carlos Guedes Moshitup de Just-Ice featuring KRS-One | 5:02  |
| 14. | Queens Is (featuring Prodigy)                                      |                                                                     | 4:26  |
| 15. | U Can't Fuck With Me (featuring Snoop Dogg, Xzibit et Jayo Felony) |                                                                     | 4:27  |
| 16. | The GOAT                                                           |                                                                     | 4:09  |
| 17. | Ill Bomb (featuring Funkmaster Flex et Big Kap)                    |                                                                     | 3:50  |
| 18. | M.I.S.S. I (featuring Case)                                        |                                                                     | 3:01  |